# Antillorena
Antillorena là một chi nhện trong họ Zodariidae.

## Các loài
Có 3 loài trong chi này gồm:
- Antillorena gaia Brescovit & Ruiz, 2011
- Antillorena patapata Brescovit & Ruiz, 2011
- Antillorena polli (Simon, 1887)